# Francis Jacob Harper
Francis Jacob Harper (* 5. März 1800 in Frankford, Pennsylvania; † 18. März 1837 ebenda) war ein US-amerikanischer Politiker. Im Jahr 1837 vertrat er den Bundesstaat Pennsylvania im US-Repräsentantenhaus.

## Werdegang
Francis Harper wurde im Jahr 1800 in der damals noch eigenständigen Stadt Frankford geboren, die heute zu Philadelphia gehört. Er schloss sich der Demokratischen Partei an und wurde im Jahr 1832 Abgeordneter im Repräsentantenhaus von Pennsylvania. Zwischen 1834 und 1835 gehörte er dem Staatssenat an.
Bei den Kongresswahlen des Jahres 1836 wurde Harper im dritten Wahlbezirk von Pennsylvania in das US-Repräsentantenhaus in Washington, D.C. gewählt, wo er am 4. März 1837 die Nachfolge von Michael Woolston Ash antrat. Er starb aber bereits zwei Wochen später, am 18. März desselben Jahres, lange vor der konstituierenden Sitzung des neu gewählten Kongresses.